# 5107 Laurenbacall
5107 Laurenbacall è un asteroide della fascia principale. Scoperto nel 1987, presenta un'orbita caratterizzata da un semiasse maggiore pari a 3,1305357 UA e da un'eccentricità di 0,0819886, inclinata di 9,05007° rispetto all'eclittica.